# Transports dans les Alpes-de-Haute-Provence
Les transports dans le département français des Alpes-de-Haute-Provence sont caractérisés par le manque d'infrastructures performantes et un relatif isolement, en particulier pour l'est du département. Si l'axe naturel de la vallée de la Durance est équipé d'une autoroute et d'une ligne ferroviaire, ce sont les seules du département, hormis la ligne à écartement métrique de Nice à Digne, et elles ne desservant directement aucun des quatre chefs-lieux d'arrondissement (Barcelonnette, Castellane, Digne-les-Bains et Forcalquier).

## Transport routier

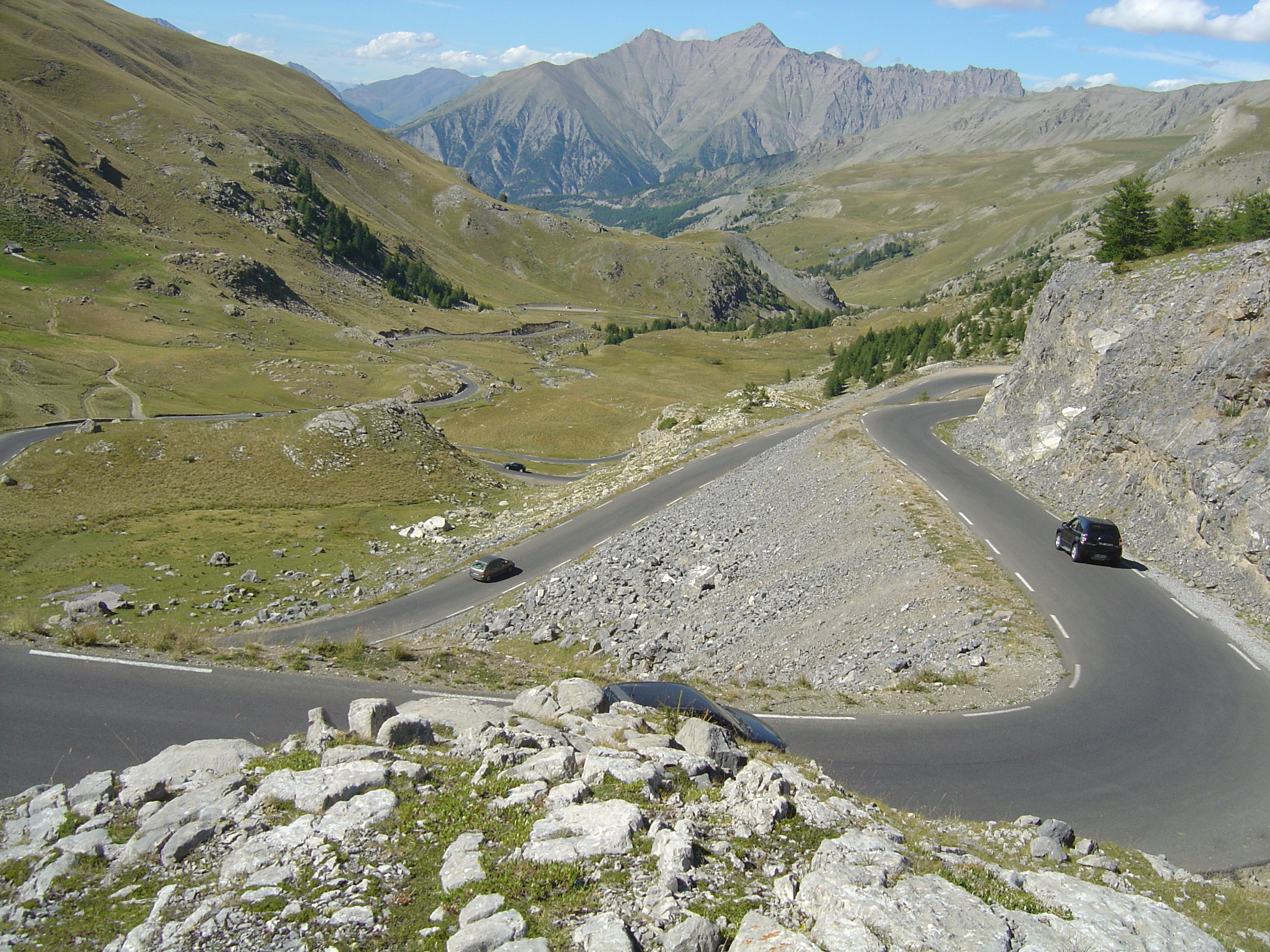
Lacets permettant l'ascenseur du col de la Bonette, entre Barcelonnette et Saint-Étienne-de-Tinée, sur la route de la Bonette.

### Infrastructures routières
L'autoroute A51 est le principal axe routier du département, bien que son trafic reste modéré (8 000 à 20 000 véhicules/jour selon les sections dans le département). Elle relie la métropole marseillaise au sud-ouest à Gap au nord, en desservant notamment Manosque et Sisteron. 
La route nationale 85 relie l'A51 à Digne-les-Bains, préfecture du département ; au-delà de Digne, la RN 85 ou « Route Napoléon » se prolonge vers Castellane et la Côte d'Azur, mais son trafic interurbain est très réduit. Elle a été en partie déclassée, comme la route nationale 202 qui la doublait par la vallée du Var. 
L'est du département, montagneux, est d'accès long et difficile, les routes qui y mènent étant peu équipées et franchissant de nombreux cols et zones de lacets.

### Transport collectif de voyageurs
Les Alpes-de-Haute-Provence sont desservies par le réseau régional de transport routier Zou !, qui compte une quinzaine de lignes régulières dans le département (hors lignes saisonnières).

## Transport ferroviaire

### Historique

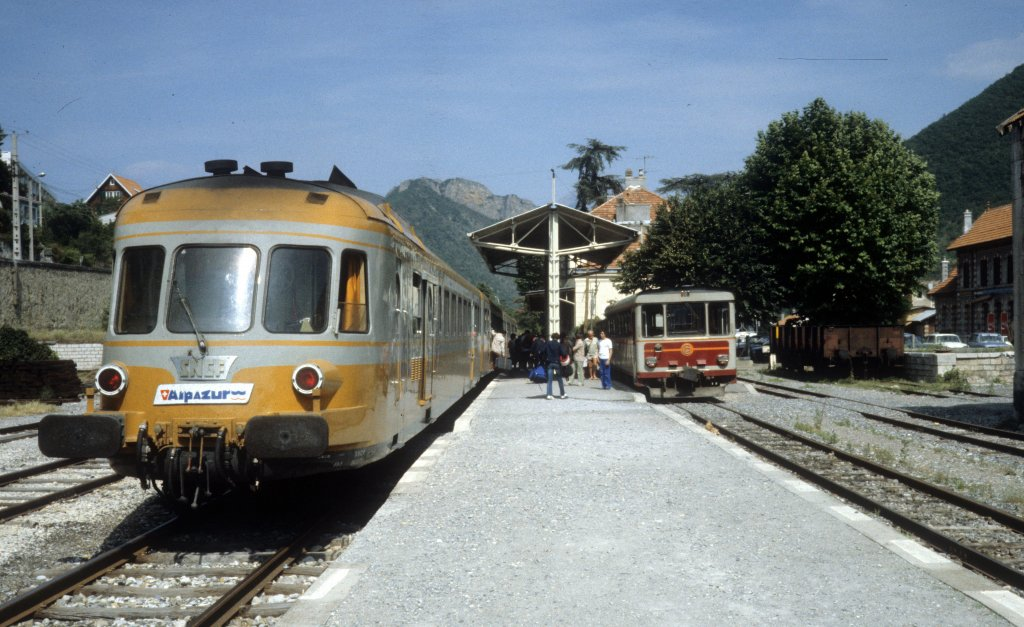
Le train Alpazur Genève - Nice en gare de Digne en 1982. C'était, de 1972 à 1989, le dernier train de voyageurs circulant régulièrement sur la ligne de Saint-Auban à Digne.

C'est seulement en 1872 qu'est ouverte à l'exploitation la première ligne de chemin de fer du département, le long de la vallée de la Durance entre Aix-en-Provence et Sisteron, partie de la future ligne de Lyon-Perrache à Marseille-Saint-Charles (via Grenoble). Son antenne vers Digne-les-Bains est mise en service quatre ans plus tard, et les lignes de Forcalquier à Vox et d'Apt à Saint-Maime - Dauphin en 1890. À partir de cette date, le réseau d’intérêt général à écartement standard, concédé à la Compagnie des chemins de fer de Paris à Lyon et à la Méditerranée (PLM), ne s'étendra pas davantage dans le département. Barcelonnette et Castellane sont deux des seules sous-préfectures de France à n'avoir jamais été desservie par le train, la construction de la ligne de Chorges à Barcelonnette n'ayant jamais été terminée.
Si les Alpes-de-Haute-Provence n'ont jamais été desservies par des chemins de fer d’intérêt local, la ligne de Nice à Digne, achevée en 1911 sous le régime des chemins de fer d'intérêt général, est construite à l'écartement métrique et concédée au Sud-France puis aux Chemins de fer de Provence.
Les lignes de Forcalquier à Vox et de Cavaillon à Saint-Maime - Dauphin sont fermées au trafic voyageurs dès les années 1930 et à tout trafic dans les années 1950. La ligne de Saint-Auban à Digne ferme à son tour dans les années 1970 et 1980, faisant de Digne-les-Bains l'une des seules préfectures de France non desservies par le réseau ferré national.
|                                             |
| Le réseau ferroviaire à son apogée en 1930. |

|                                     |
| Le réseau ferroviaire de nos jours. |

|                                                    |
| Carte animée de l’évolution du réseau ferroviaire. |

### Situation actuelle

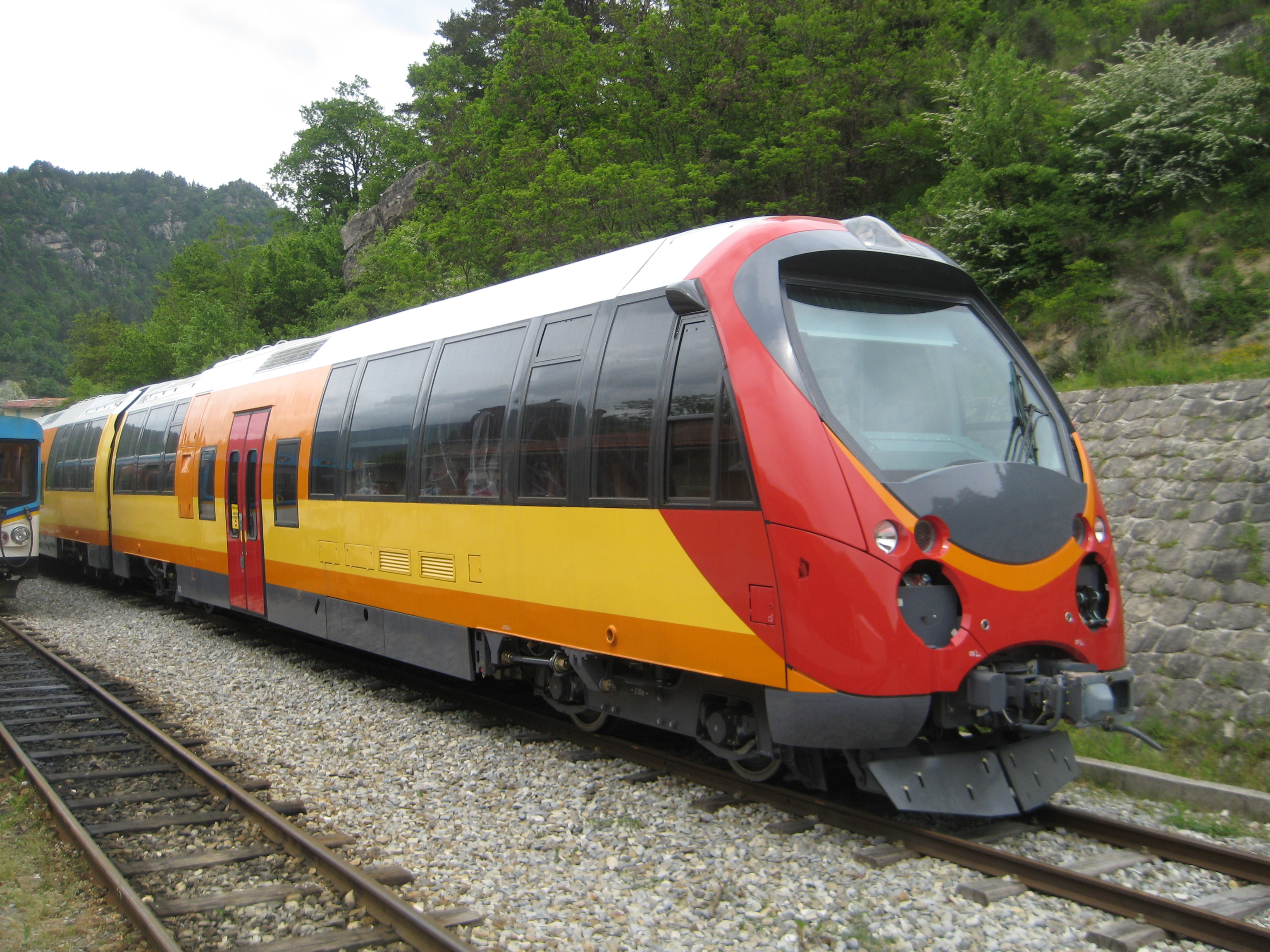
Un autorail AMP 800 de la ligne de Nice à Digne en gare d'Annot en 2010.

Le transport ferroviaire est peu présent dans les Alpes-de-Haute-Provence : le département ne compte que quatre gares SNCF, et la plus fréquentée, Manosque - Gréoux-les-Bains, a une fréquentation annuelle ne dépassant pas les 91 000 voyageurs en 2019.
Le département ne compte que deux lignes ferroviaires actuellement exploitées, non reliées entre elles et aux caractéristiques très éloignées. La ligne de Lyon-Perrache à Marseille-Saint-Charles (via Grenoble), à voie unique à écartement normal et non-électrifiée, dessert la vallée de la Durance : son trafic est exclusivement TER Provence-Alpes-Côte d'Azur. La ligne de Nice à Digne, qui ne fait pas partie du réseau ferré national et est exploitée par la Régie régionale des transports de Provence-Alpes-Côte d'Azur sous la marque Chemins de fer de Provence (CP), est une ligne à écartement métrique, aux règles d'exploitation spécifiques (nombreux arrêts à la demande par exemple) et à vocation en partie touristique.

## Transport aérien
Le département ne possède pas d'aéroport. Il compte quatre aérodromes destinés à l'aviation légère de loisirs et de tourisme : Barcelonnette - Saint-Pons, Château-Arnoux-Saint-Auban, Puimoisson et Sisteron-Vaumeilh.
Le massif des Trois-Évêchés a été le théâtre du crash le 24 mars 2015 d'un Airbus A320 de la compagnie allemande Germanwings, provoqué par le suicide du copilote Andreas Lubitz, qui a causé la mort de 150 personnes soit le troisième accident aérien le plus meurtrier en France.

## Transports en commun urbains et périurbains
Provence-Alpes Agglomération (autour de Digne-les-Bains) et Durance-Lubéron-Verdon Agglomération (autour de Manosque) sont autorités organisatrices de la mobilité sur leur territoire et organisent des services de transport dans leur ressort territorial. 
Provence-Alpes Agglomération organise deux réseaux distincts, 4 lignes TUD pour l'urbain (Digne-les-Bains) et 7 lignes interurbaines. Le réseau Trans'Agglo (Manosque) compte quant à lui une dizaine de lignes.

## Modes actifs
Le département est traversé par plusieurs voies vertes, véloroutes et sentiers de grande randonnée.